# Хандлова
Хандлова (на словашки: Handlová, на немски: Krickerhau, на унгарски: Nyitrabánya) е град в Словакия на река Хандловка. Към 2022 г. има около 17 хиляди жители.

## История
Градът е споменат за първи път през 1367 г. и в този момент в него живеят така наречените карпатски немци. През първата половина XVIII век в околностите на града са разкрити въглищни мини. След 1944 г. немското население на града е изселено и на негово място са заселени словаци от Унгария.

### Покушение срещу Роберт Фицо
На 15 май 2024 г. в града е извършено покушение над Роберт Фицо. Той е заведен в болница с няколко огнестрелни рани. Атентаторът е задържан на място.